# Stig-Arne Gunnestad
Stig-Arne Gunnestad   (Oslo, 12 de febrer de 1962) és un jugador de cúrling noruec, ja retirat, vencedor d'una medalla olímpica.
El 1992 va prendre part en els Jocs Olímpics d'Hivern d'Albertville, on guanyà la medalla de bronzem en la competició del cúrling, que en aquella ocasió era un esport de demostració. El 1998, als Jocs de Nagano va guanyar la medalla de bronze en la competició de cúrling, aquesta vegada ja formant part del programa oficial dels Jocs.
En el seu palmarès també destaquen dues medalles de bronze als Campionats d'Europa de cúrling, el 1986 i 1998.